# 馬修岩
66°20′S 136°49′E / 66.333°S 136.817°E
馬修岩（英語：Mathieu Rock）是南極洲的岩石，位於阿黛利地，是維克多灣入口處的東部，美國海軍在1946至1947年拍攝空中照片，由法國探險隊被繪入地圖，以該國十九世紀的天文學家命名。